# Église évangélique dominicaine
L'Iglesia Evangelica Dominicana (Église évangélique dominicaine) est la plus importante dénomination protestante de la République dominicaine. Elle regroupe environ 10 000 membres dans 55 congrégations.
Elle est membre de la Conférence des Églises de la Caraïbe et du Conseil latino-américain des Églises, ainsi que de l'Alliance réformée mondiale, de l'Alliance des églises presbytériennes et réformées d'Amérique latine et du Conseil méthodiste mondial.

## Historique
Des missionnaires britanniques et des membres américains de l'église Méthodiste viennent dans le pays dans les années 1880.
En 1911, des envoyés de l'Union évangélique de Porto Rico viennent en République dominicaine pour fonder une nouvelle église. En 1916, l'Union évangélique de Porto Rico propose un plan d'évangélisation commun à plusieurs dénominations des États-Unis. En 1918, des représentants de l'Église presbytérienne, de l'Église méthodiste unie et des Frères moraves mettent en place un plan commun d'évangélisation. En 1920, un Conseil commun fut créé pour formaliser le travail.
L’Église évangélique dominicaine est fondé en janvier 1922. Le 1er janvier 1922, un service spécial est célébré pour la première fois à San Pedro de Macorís, puis une congrégation est organisée à Saint-Domingue. En 1925, l'ensemble de la République dominicaine est couvert[réf. nécessaire].